# Rodnost populacije
Rodnost populacije je povečanje osebkov populacije zaradi razmnoževanja organizmov, s pogojem ustreznega življenjskega okolja. Odvisna je od števila osebkov, ki se razmnožujejo, števila potomcev in ostalih, predvsem ekoloških dejavnikov. 
Rodnost populacije rastlin ali živali je pogosto težko oceniti, predvsem zaradi velike gibljivosti živali, ali pa zaradi težavnega ločevanja potomstva vegetativno se razmnožujočih rastlin.
Pri živalih se rodnost populacije običajno določa na podlagi t. i. koeficienta rodnosti populacije, ki je večinoma odvisen od povprečne starosti samic posamezne vrste. Koeficient določa število potomcev, ki jih povrže, ali števila jajčec, ki jih izleže samica določene starosti.
Najpreprostejši kazalec rodnosti populacije je število potomcev enega osebka (samice) v definirani enoti časa.
Potencialna rodnost populacije je največje, teoretično izračunano število potomcev posamezne populacije, če ta v največji možni meri izrabi vse dane pogoje, kot npr. plodnost odraslih osebkov (pri predpostavki, da vsi potomci preživijo) do odraslosti. Potencialna rodnost v naravi ni možna, ker nanjo vpliva veliko število zunanjih dejavnikov, v pretežni meri okoljskih. Takšni neugodni dejavniki so npr. omejenost bivalnega prostora (skrivališč pred sovražniki), količine razpoložljive hrane ali neugodnih vremenskih razmer (poplave) ... Lahko je to konkurenca drugih (tudi sorodnih) vrst, ogrožanje zaradi zajedalcev in bolezni (katerih pogostnost vedno nastopa progresivno s številom bioloških primerkov na enoto razpoložljivega bivalnega prostora) ...
Dejanska rodnost je tudi ekološka rodnost populacije. Večinoma predstavlja dovolj realne izračune in predvidevanja za ocenitev trenutne populacije in napovedi prihodnosti posameznih, predvsem že sedaj ogroženih vrst.